# Rivière Rouge (rivière au Saumon)
Pour les articles homonymes, voir Rivière Rouge.
La rivière Rouge est un tributaire de la rivière au Saumon (Le Haut-Saint-François). Cette rivière coule dans les municipalités de Milan (MRC Le Granit) et de Lingwick (MRC) Le Haut-Saint-François), dans la région administrative de l'Estrie, dans la province de Québec, au Canada.
La sylviculture constitue la principale activité économique de cette vallée; l'agriculture, en second.
La surface de la rivière au Saumon est habituellement gelée de la mi-décembre à la mi-mars, sauf les zones de rapides; toutefois la circulation sécuritaire sur la glace se fait généralement de la fin-décembre au début de mars.

## Géographie
La rivière Rouge prend sa source à la confluence de deux ruisseaux de montagne, à une altitude de 509 m sur le flanc ouest de la montagne, dans la municipalité de Milan. Cette source est située à 4,0 km au nord-ouest du centre du village de Milan et à 1,0 km au sud d'un sommet de montagne (altitude: 580 m.
À partir de sa source, la rivière Rouge coule sur 26,3 km, avec une dénivellation de 259 m, selon les segments suivants:
- 3,0 km vers le sud-ouest, en descendant la montagne, jusqu'à un ruisseau (venant du sud-est);
- 9,1 km vers l'ouest surtout en zone forestière (parfois agricole), en formant une courbe vers le sud, en traversant deux séries de rapides, jusqu'à la route 108;
- 7,7 km vers le nord-ouest, en entrant dans une grande zone de marais où la rivière serpente de plus en plus, en recueillant le ruisseau Ferré (venant du nord-est), en recueillant un autre ruisseau (venant du sud), jusqu'à la décharge (venant du nord) du lac Brochet;
- 6,5 km d'abord vers l'ouest sur 1,9 km en zone de marais jusqu'à un coude de rivière correspondant à la décharge d'un ruisseau (venant du nord-ouest); puis vers le sud dans une vallée de plus en plus encaissée, en traversant deux séries de rapides, jusqu'à son embouchure[3].

La rivière rouge se déverse sur la rive nord-est de la rivière au Saumon. Cette confluence est située à 3,9 km au nord-ouest du centre du village de Lingwick.

## Toponymie
Jadis, ce cours d'eau était désigné rivière Albion.
Le toponyme rivière Rouge a été officialisé le 18 décembre 1979 à la Commission de toponymie du Québec.